# Лаген
Лàген или Лàгино (на гръцки: Τριανταφυλλιά, Триандафилия, до 1927 година  Λάγενη, Лагени) е село в Република Гърция, в дем Лерин (Флорина), област Западна Македония.

## География
Селото е разположено на 12 километра югозападно от Кучковени и на 13 километра южно от демовия Лерин (Флорина), високо в Нередската планина.

## История

### В Османската империя
Във втората половина на XV век селото е дервентджийско. Според „Етнография на вилаетите Адрианопол, Монастир и Салоника“, издадена в Константинопол в 1878 година и отразяваща статистиката на населението от 1873 година, Лаген е показано два пъти – веднъж като Лайени (Layéni), село в Леринска каза с 80 домакинства и 200 жители българи и втори път като Лаген (Laguene), село в Костурска каза с 30 домакинства и 110 жители българи. Според Николаос Схинас („Οδοιπορικαί σημειώσεις Μακεδονίας, Ηπείρου, Νέας οροθετικής γραμμής και Θεσσαλίας“) в средата на 80-те години на XIX век Лагени има църква и население от 200 жители християни.
В началото на XX век Лаген е чисто българско село в Леринска каза в Османската империя. Има около 115 – 120 къщи с население около 450 души. Според статистиката на Васил Кънчов („Македония. Етнография и статистика“) в 1900 година селото има 520 жители българи християни.
Според рапорт на българския търговски агент в Битоля Андрей Тошев цялото село (65 къщи) е изказало желание за признаване на върховенството на Българската екзархия на 25 декември 1902 година.
Според Христо Силянов след Илинденското въстание в 1904 година цялото село минава под върховенството на Българската екзархия, но по данни на секретаря на Екзархията Димитър Мишев („La Macédoine et sa Population Chrétienne“) в 1905 година в Лаген (Laghen) има 504 българи патриаршисти гъркомани.
В 1905 година селото пострадва от андартски нападения.
Между 1900 и 1935 година селото постепенно се измества на ново място, поради лошия климат.

### В Гърция
През Балканската война в 1912 година селото е окупирано от гръцки части и остава в Гърция след Междусъюзническата война в 1913 година. Боривое Милоевич пише в 1921 година („Южна Македония“), че Лаген (Лагjен) има 100 къщи славяни християни. След 1924 година много от жителите на селото мигрират към България.
Според статистика от 1945 година в Лаген има 450 жители, всички славофони. От тях 350 не са с гръцко съзнание, 50 са с неустановено и 50 са с гръцко.
През март 1946 година съдът в Лерин съди 50 души от Лаген за участие в българската паравоенна организация Охрана.
Селото празнува на 2 май Свети Атанасий и на 26 юли, когато е празникът на храма „Света Петка“.
| Име               | Име           | Ново име     | Ново име  | Описание                                        |
| ----------------- | ------------- | ------------ | --------- | ----------------------------------------------- |
| Капалискето       | Καπαλισκέτο   | Дасомено     | Δασωμένο  | местност и връх във Вич на ЮИ от Лаген (1581 m) |
| Мадемо            | Μάδεμο        | Латомион     | Λατομεΐον |                                                 |
| Глабока нива      | Γκλαπόκα Νίβα | Длабока Нива | Λακώματα  |                                                 |
| Арзено или Арзена | Άρζενα        | Ксофлимени   | Ξωφλημένη | връх във Вич на ЮИ от Лаген (1647 m)            |

### Преброявания
- 1913 – 742 жители
- 1920 – 466 жители
- 1928 – 492 жители
- 1940 – 468 жители
- 1951 – 210 жители
- 1961 – 188 жители
- 1971 – 85 жители
- 1981 – 81 жители
- 1981 – 101 жители
- 2001 – 83 жители
- 2011 – 64 жители

## Личности
Родени в Лаген
- Анастас Стефанов, български емигрантски деец в САЩ и Канада, съосновател на МПО и неин пръв президент
- Павле Ставриди (1915 – 1937), гръцки комунист; учи в родното си село и в Леринското педагогическо училище, което завършва в 1934 година, където става член на ОКНЕ; става учител в Клабучища, но е местен от село в село, заради комунистическа дейност; арестуван е след установяването на диктатурата на Метаксас и е екзекутиран в Акронавплия на 30 август 1937 година[20]
- Ристо Алтин (1917 – 2008), деец на македонистката емиграция в Австралия
- Йоан Поптрендафилов (Ιωάννης Παπατριανταφύλλου, Йоанис Папатриантафилу), боец на гръцката борба в Македония.

Починали в Лаген
- Васил Котев (1860 – 1903), български революционер, войвода на ВМОРО

Други
- Трифон Митев (р. 1955), български политик и редактор на старозагорското издателство „Лаген“, по произход от Лаген